# Autoroute A 750
Die Autoroute A 750 ist eine französische Autobahn mit Beginn in Ceyras und dem Ende in Saint-Georges-d’Orques. Insgesamt hat sie eine Länge von 25,0 km. Sie verläuft bei Montpellier. 